# 鶉 (福井市)
鶉（うずら）は、福井県福井市の地域。市の北西部にある川西ブロックに属する。人口は2769人、世帯数は1001世帯（2024年1月1日現在）。
福井市内の池尻町、上野町、木下町、串野町、黒丸城町、小尉町、小野町、佐野町、浄土寺町、菖蒲谷町、昭和新町、砂子坂町、砂子田町、波寄町、西中野町、布施田町、水切町、三宅町にほぼ相当する。